# Коломбје Соњије
Коломбје Соњије (фр. Colombier-Saugnieu) насеље је и општина у источној Француској у региону Рона-Алпи, у департману Рона која припада префектури Лион.
По подацима из 2011. године у општини је живело 2494 становника, а густина насељености је износила 90,3 становника/km². Општина се простире на површини од 27,62 km². Налази се на средњој надморској висини од 271 метар (максималној 277 m, а минималној 200 m).

## Демографија
| 1962. | 1968. | 1975. | 1982. | 1990. | 1999. | 2011. |
| ----- | ----- | ----- | ----- | ----- | ----- | ----- |
| 741   | 812   | 942   | 1.127 | 1.833 | 2.083 | 2.494 |

График промене броја становника у току последњих година